# سوزان هاينز
سوزان هاينز (بالإنجليزية: Susan Haynes)‏ هي مغنية مؤلفة أمريكية، ولدت في 13 يونيو 1972.